# Denisonia maculata
Denisonia maculata е вид змия от семейство Elapidae. Видът е световно застрашен, със статут Уязвим.

## Разпространение
Разпространен е в Австралия.